# Денди, Маркиз
Маркиз Денди (англ. Marquis Dendy; род. 17 ноября 1992, Мидлтаун, Делавэр, США) — американский легкоатлет, специализирующийся в прыжке в длину и тройном прыжке. Чемпион мира в помещении 2016 года в прыжке в длину. Двукратный чемпион США. Многократный чемпион NCAA.

## Биография
Родился в легкоатлетической семье: отец Марк Денди бегал короткие дистанции в школе, мать Дионн Джонс-Денди была звездой спринта в Делавэрском университете, а тётя Терри Денди выигрывала серебряную медаль чемпионата мира в помещении 1993 года в эстафете 4×400 метров.
В детстве тренеры отмечали способности Маркиза в спринтерском беге, но отец настоял на том, чтобы он выступал в прыжковых дисциплинах. Прыжок в длину и тройной прыжок получались у него одинаково успешно: он установил рекорды школы в обеих дисциплинах.
В 2011 году поступил во Флоридский университет, где попал в тренировочную группу к Нику Петерсену. За время учёбы семь раз выигрывал чемпионат NCAA, причём трижды делал победный дубль в рамках одного турнира (прыжок в длину и тройной прыжок). В 2015 году был признан студенческой спортивной ассоциацией США лучшим легкоатлетом года.
На чемпионате США 2015 года прыгнул в длину на 8,68 м — на тот момент самый высокий результат в мире за последние пять лет. Однако личный рекорд не был засчитан из-за сильного попутного ветра (3,7 м/с при норме в 2 м/с).
Отобрался на чемпионат мира 2015 года в двух видах, но в обоих не смог преодолеть квалификацию.
В марте 2016 года выиграл национальный чемпионат с личным рекордом в прыжке в длину 8,41 м, а спустя неделю стал лучшим и на чемпионате мира в помещении — 8,26 м. В этой же дисциплине прошёл отбор на Олимпийские игры в Рио-де-Жанейро, но был вынужден их пропустить из-за травмы правой ноги.

## Основные результаты
| Год  | Турнир                       | Место проведения | Дисциплина | Место        | Результат |
| ---- | ---------------------------- | ---------------- | ---------- | ------------ | --------- |
| 2010 | Чемпионат мира среди юниоров | Монктон, Канада  | тройной    | 8-е          | 15,53 м   |
| 2013 | Чемпионат мира               | Москва, Россия   | длина      | 27-е (квал.) | 7,36 м    |
| 2015 | Чемпионат мира               | Пекин, Китай     | длина      | 21-е (квал.) | 7,78 м    |
| 2015 | Чемпионат мира               | Пекин, Китай     | тройной    | 13-е (квал.) | 16,73 м   |
| 2016 | Чемпионат мира в помещении   | Портленд, США    | длина      | 1-е          | 8,26 м    |